# Bräkne domsaga
Bräkne domsaga var en domsaga i Blekinge län. Den bildades 1849 och omfattade Bräkne härad. 1934 bildade den en gemensam domsaga med Listers härad, vilket även varit fallet före 1848. 
Domsagan omfattade Bräkne härad med tingsplats i Bräkne-Hoby och bestod av ett tingslag, Bräkne tingslag. 
Domsagan ingick i domkretsen för Hovrätten över Skåne och Blekinge.

## Häradshövdingar
- 1849–1877: Johan Christian Thorn
- 1878–1886: Rutger Fredrik Bennet
- 1886–1912: Viktor Nils Ekenman
- 1912–1919: Frans Gustaf Timelin
- 1919–1932: Axel Gabriel Adam Reuterskiöld